# Jižní Korea na Letních olympijských hrách 2012
Jižní Koreu na Letních olympijských hrách v roce 2012 v Londýně reprezentuje výprava 245 sportovců ve 22 sportech.

## Medailisté
| Medaile | Jméno | Sport                | Soutěž                                                    |
| ------- | --- | -------------------- | --------------------------------------------------------- |
| Zlato   | Čin Čong-o | Sportovní střelba    | Muži vzduchová puška 10 m                                 |
| Zlato   | I Song-čin Ki Po-pe Choi Hyeonju | Lukostřelba          | Ženy družstvo                                             |
| Zlato   | Kim Če-pom | Judo                 | Muži 81 kg                                                |
| Zlato   | Kim Jang-Mi | Sportovní střelba    | Ženy 25 metrů sportovní pistole                           |
| Zlato   | Song Te-nam | Judo                 | Muži 90 kg                                                |
| Zlato   | Kim Či-jon | Šerm                 | Ženy jednotlivci šavle                                    |
| Zlato   | Ki Po-pe | Lukostřelba          | Ženy jednotlivci                                          |
| Zlato   | Oh Jin-Hyek | Lukostřelba          | Muži jednotlivci                                          |
| Zlato   | Ku Pon-kil Won U-jong Kim Čong-hwan O Un-sok | Šerm                 | Muži družstvo šavle                                       |
| Zlato   | Čin Čong-o | Sportovní střelba    | Muži 50 metrů libovolná pistole                           |
| Zlato   | Yang Hak-Seon | Sportovní gymnastika | Muži přeskok                                              |
| Zlato   | Kim Hjon-u | Zápas                | Muži řecko římský do 66 kg                                |
| Zlato   | Hwang Kjong-son | Taekwondo            | Ženy 67kg                                                 |
| Stříbro | Pak Tche-hwan | Plavání              | Muži 400 m volný styl                                     |
| Stříbro | Pak Tche-hwan | Plavání              | Muži 200 m volný styl                                     |
| Stříbro | Choi In-Jeong Shin A-Lam Jung Hyo-Jung Choi Eun-Sook | Šerm                 | Ženy družstvo kord                                        |
| Stříbro | Choi Young-Rae | Sportovní střelba    | Muži 50 metrů libovolná pistole                           |
| Stříbro | Kim Jong-Hyun | Sportovní střelba    | Muži 50 metrů libovolná malorážka 3×40 ran polohový závod |
| Stříbro | Ču Se-hjok Oh Sang-Eun Ryu Seung-Min | Stolní tenis         | Muži družstvo                                             |
| Stříbro | Lee Dae-Hoon | Taekwondo            | Muži 58 kg                                                |
| Stříbro | Han Soon-Chul | Box                  | Muži lehká váha do 60 kg                                  |
| Bronz   | Im Tong-hjon Kim Bub-Min Oh Jin-Hyek | Lukostřelba          | Muži družstvo                                             |
| Bronz   | Čo Čun-ho | Judo                 | Muži 66 kg                                                |
| Bronz   | Čchö Pjung-čchol | Šerm                 | Muži jednotlivci fleret                                   |
| Bronz   | Čong Čin-son | Šerm                 | Muži jednotlivci kord                                     |
| Bronz   | Nam Hjon-hui Jung Gil-Ok Čon Hui-suk Oh Ha-Na | Šerm                 | Ženy družstvo fleret                                      |
| Bronz   | Jung Jae-Sung Lee Yong-Dae | Badminton            | Muži čtyřhra                                              |
| Bronz   | Jung Sung-Ryong Oh Jae-Seok Yun Suk-Young Kim Young-Gwon Kim Kee-Hee Ki Sung-Yeung Kim Bo-Kyung Baek Sung-Dong Ji Dong-Won Pak Ču-jong Nam Tae-Hee Hwang Seok-Ho Koo Ja-Cheol Kim Chang-Soo Jung Woo-Young Kim Hyun-Sung Lee Beom-Young | Fotbal               | turnaj mužů                                               |